# Pouteria rodriguesiana
Pouteria rodriguesiana là một loài thực vật thuộc họ Sapotaceae. Loài này có ở Brasil, Guyane thuộc Pháp, và Suriname.